# جان سبرينغر
جان سبرينغر (بالإنجليزية: Jean Springer)‏ هي أكاديمية ورياضياتية جامايكية، ولدت في 12 سبتمبر 1939.